# Bolborhombus angulus
Bolborhombus angulus là một loài bọ cánh cứng trong họ Geotrupidae. Loài này được Robinson miêu tả khoa học năm 1947.